# Louis Croonen
Louis Croonen (Genk, 10 januari 1934 - aldaar, 5 januari 2018) was een Belgisch ondernemer en voetbalbestuurder. Hij was medeoprichter en voorzitter van voetbalclub KRC Genk.

## Biografie

### Carrière
Begin jaren 1960 werkte Louis Croonen voor uitgeverij Concentra, bekend van Het Belang van Limburg, waar hij directeur werd. Later stond hij aan de wieg van het dagblad De Krant en was betrokken bij de oprichting van de commerciële omroep VTM. In de raad van bestuur van VTM vertegenwoordigde hij de Verenigde Nederlandse Uitgeversbedrijven (VNU), dat aanvankelijk 44% van de aandelen van VTM bezat. Croonen was jarenlang gedelegeerd bestuurder van VNU-dochteronderneming The Press, dat onder meer Humo uitgaf.
Hij was ook voorzitter van de Europese persbond.
Eind jaren 1990 verliet Croonen de mediawereld. Hij werd persoonlijk raadgever van gewezen Europees commissaris Karel Van Miert.
Hij leidde jarenlang een radioprogramma op de Genkse radiozender GRK.

### KRC Genk
Louis Croonen groeide op in Winterslag en trad toe tot het bestuur van voetbalclub KFC Winterslag. Hij stond mee aan de wieg van de fusie met Thor Waterschei tot KRC Genk in 1988. Hij werd bestuurder van de nieuwe fusieclub en voorzitter van de raad van bestuur, een functie die hij tot 2003 uitoefende, wanneer Harry Lemmens hem opvolgde. Hij bleef bestuurder tot eind 2005.
Hij is de vader van Peter Croonen, die in zijn vaders voetsporen trad en voorzitter van KRC Genk werd.